# Куспии
Куспиите (gens Cuspia) са фамилия от Древен Рим.
Те са от италикийски произход от Пергамон в Лидия. Свързани са със сенаторската фамилия Пактумеи от Северна Африка.
Известни от фамилията:
- Куспий Фад, прокуратор на Рим в Юдея между 44 и 46 г.
- Луций Куспий Камерин, суфектконсул 126 г.
- Луций Куспий Пактумей Руфин, консул 142 г.
- Куспий Руфин, консул 197 г.